# Convictus Nobilium din Cluj-Napoca
Convictus nobilium (alternativ Casa Piariștilor) este o clădire istorică situată în str. Universității nr. 7 din Cluj-Napoca, peste drum de sediul central al Universității Babeș-Bolyai. Clădirea adăpostește în prezent mai multe centre culturale. Tot aici a funcționat până în 3 mai 2007 Biroul de Informații al Ambasadei Statelor Unite ale Americii.
„Convictus nobilium” a fost internatul Colegiului Iezuit, apoi (din 1773) al Colegiului Piarist din Cluj. Construit în stil baroc, este grupat în jurul unei curți dreptunghiulare. Relativ simplă, fațada are un portal cu fronton despicat, flancat de 2 pilaștri cu capiteluri ionice, așezați pe volute, în fața cărora, pe baze foarte inalte, se ridică 2 coloane. Deasupra frontolului este prevăzută sigla iezuiților "I(esus) H(ominum) S(alvator)" (IHS), sub care este plasată inscripția "CON(victus) NOB(ilium)".
Edificiul a format un ansamblu împreună cu Biserica Piariștilor din Cluj și cu Monumentul Fecioarei Maria.

## Istoric
Tot mai mulți fii de nobili din alte orașe erau tentați să-și completeze studiile în Cluj, la unul dintre seminariile existente în oraș. În aceste condiții, spațiile de cazare pe care orașul le putea pune la dispoziția studenților erau prea puține. De aceea, la scurtă vreme după încheierea lucrărilor la „Seminarul Bathory”, în perioada 1734-1735, peste drum de „Colegiul Iezuit”, la care studiau în principal fii de nobili, a fost construit un internat. Clădirea, cunoscută drept Convictus nobilium (Convictul nobililor), a fost construită în etape succesive, înconjurând în cele din urmă pe patru laturi curtea interioară. Pereții întregului edificiu sunt masivi, susținând atât la parter, cât și la etaje, în foișoare și în încăperi, bolți cilindrice cu penetrații adânci. La mijlocul secolului XVIII clădirea a fost extinsă cu un foișor și un refectoriu. Cea mai frumoasă încăpere este „refectoriul” – sala de mese – datorită boltei cilindrice turtite prevăzută cu decorații relativ sobre. Acesta este locul în care cei cazați la acest internat se întâlneau zilnic, la ceasurile mesei. În sală existau doar mese, fără scaune, studenții fiind nevoiți să ia masa în picioare. Cazarea la acest convict al nobililor nu era deloc ieftină, motiv pentru care foarte mulți luptau pentru a obține burse. 
Românii care au studiat la „Colegiul Piarist” aveau de ales între a sta în chirie, cum a făcut Avram Iancu, sau a încerca să obțină una din „bursele maioriene”, acordate de protopopul greco-catolic al Reghinului Petru Maior sau „bursele bobiene”, acordate de Ioan Bob, episcopul greco-catolic de la Blaj.